# Zoltan Cordas
Zoltan Cordas (* 29. Oktober 1962 in Padej, Jugoslawien) ist ein ehemaliger jugoslawischer und heute serbisch-österreichischer Handballer und Handballtrainer.

## Spieler
Zoltan Cordas begann im Alter von 15 Jahren mit dem Handball. Sein damaliger Lehrer Momir Milicev konnte den Linkshänder vom Fußball abwerben und ihn für den Handballsport begeistern. Seine Karriere startete er bei Spartak Debeljaca. Mit 19 Jahren wurde er in die Jugoslawische Junioren-Nationalmannschaft einberufen. Seine ersten Erfahrungen in der 1. Jugoslawischen Bundesliga machte er von 1982 bis 1984 mit einem Doppelspielrecht für Dinamo Pančevo. 1984 wechselte er zu RK Zaječar, wo er bis 1987 unter Vertrag stand. Der letzte Verein in der 1. Liga Jugoslawiens war RK Jugović aus Kać, bei dem er von 1987 bis 1989 spielte. In seiner ersten Auslandsstation spielte er für den Schweizer Verein TSV St. Otmar St. Gallen. Nach einem Jahr wechselte er zum österreichischen Bundesligaklub UHK Krems. für den er bis 1993 spielte. Im selben Jahr wechselte er zu Linde Linz, wo er bis 1996 aktiv war und seine größten Erfolge als Spieler feierte. Nach dem Zerfall des Vereins wechselte Zoltan Cordas noch für ein Jahr nach Deutschland zur HSG D/M Wetzlar.
Cordas spielte während seiner Karriere sowohl für die jugoslawische als auch für die österreichische Nationalmannschaft.

## Trainer
Seine Trainerkarriere startete Cordas im Jahre 1998 beim österreichischen Verein HC Linz AG., 2002 wechselte er in die Schweiz zum TV Suhr. Er trainierte die Mannschaft aus Suhr von 2002 bis 2004. Später übernahm er wiederum den Trainerposten beim HC Linz AG. Cordas gab dieses Amt nach einer Pokalniederlage gegen einen Zweitligisten im Herbst 2007 ab. Ab der Saison 2008/09 trainierte er den Schweizer Verein TV Endingen. Im Jahre 2015 wechselte er nach 8 Jahren zum Ligakonkurrenten TV Möhlin. Ab dem Sommer 2018 war Cordas wieder beim HC Linz AG als Trainer tätig. Im Februar 2019 trat er von diesem Amt zurück. Zur Saison 2020/21 übernahm Cordas den Schweizer Erstligisten TSV St. Otmar St. Gallen, den er bis Mai 2023 trainierte.
Zoltan Cordas ist seit 2012 EHF Master Coach. Die EHF Master Coach-Ausbildung ist die höchste Ausbildung die ein Handballtrainer erlangen kann. Die Diplom-Arbeit handelt über die LT-Abwehrformation die Zoltan Cordas selbst entwickelt hat.

## Erfolge als Spieler
- UHK Krems
  - Allstar Team ÖHB Rückraum Rechts 1991/92, 1992/93

- Linde Linz[9]
  - Meister 1993/94, 1994/95, 1995/96[10]
  - [11] Cupsieger 1993/94, 1994,95, 1995,96
  - Supercup Sieger 1993/94, 1994,95, 1995/96
  - EHF CUP Finale 1994[12]
  - Allstar Team ÖHB Rückraum Rechts 1993/94, 1994/95, 1995/96

- HSG Wetzlar[13]
  - CUP Finale Deutschland 1997

## Erfolge als Trainer
- 3. Platz HC Linz AG 1998/99
- 2. Platz HC Linz AG 2001/02
- 3. Platz TV Suhr 2003/04
- Meister 2. Bundesliga und Aufstieg mit TV Endingen
- Cup Finale mit HC Linz AG 2007
- Cup Final 4 2013 mit TV Endingen

## Ehrungen
- Trainer des Jahres Österreich 2002
- Trainer des Jahres Oberösterreichs 2005
- Aufnahme in die Österreichische Ehren Nationalmannschaft 2005
- 3 mal Silberner Lorbeer Oberösterreich